# Самофалов Геннадій Григорович
Самофалов Геннадій Григорович (10 листопада, 1945, Тула, РРФСР, СРСР)— український політик, військовий, колишній генерал радянської армії.
Один з співзасновників та колишній член Партії регіонів.

## Життєпис
Член Партії регіонів; ВР України, член фракції Партії регіонів (з 02.2009).
Н. 10.11.1945 (місто Тула, Росія); росіянин; дружина Ольга Леонідівна (1945); син Андрій (1964).
Освіта: Ленінградське вище військово-політичне училище ППО країни (1971); Військово-політична академія ім. В. І. Леніна (1978), офіцер-політпрацівник.
Народний депутат України 6 скликання з 02.2009 від Партії регіонів, № 178 в списку. На час виборів: народний депутат України, член ПР.
Народний депутат України 5 скликання 04.2006-11.2007 від Партії регіонів, № 100 в списку. На час виборів: народний депутат України, член ПР. Голова підкомітету з питань координації відносин з Радою Європи, Організацією з Безпеки і співробітництва в Європі Комітету з питань європейської інтеграції (з 07.2006), член фракції Партії регіонів (з 05.2006).
Народний депутат України 4 скликання 04.2002-04.2006 від блоку «За єдину Україну!», № 29 в списку. На час виборів: голова Всеукраїнської громадської організації «Антикорупційний форум», член Партії регіонів. Член фракції «Єдина Україна» (05.-06.2002), член групи «Європейський вибір» (06.2002-11.2003), член фракції «Регіони України» (11.2003-09.2005), уповноважений представник фракції Партії «Регіони України» (з 09.2005), член Комітету з питань європейської інтеграції (з 06.2002).
Народний депутат України 2 скликання з 04.1994 (2-й тур) до 04.1998, Дзержинський виборчій округ № 121, Донецька область, висунутий ППУ. Голова підкомісії з соціального захисту військовослужбовців Комісії з питань оборони та безпеки (04.-12.1994), голова підкомітету з питань аналізу і контролю бюджетного забезпечення органів державного управління і силових структур держави Комітету з питань бюджету (з 12.1994). Керівник МДГ (з 1995). На час виборів: голова Донецького обкому Товариства сприяння обороні України.
- 1961—1966 — токар-універсал, Тульський збройний з-д.
- 1966—1967 — строк. служба в армії, Туркестан. ВОкр.
- 1967—1971 — курсант, Ленінград. вище військово-політ. училище ППО країни.
- 1971—1975 — заст. ком. батареї з політ. частини, пропагандист полку Московського ВОкр.
- 1975—1978 — слухач, Військ.-політ. академія ім. В. І. Леніна.
- 1978—1982 — начальниу політвідділу зенітно-ракетного полку ППО країни, Сибірського ВОкр.
- 11.1982-06.1989 — голова, Кемеровський обком ДТСААФ.
- 06.1989-1995 — голова Донецького обкому Товариства сприяння обороні України.
- З 1996 — член постійних комітетів з питань зв'язків з парламентськими і громадськими організаціями та з питань екології і регіонального планування Парламентської Асамблеї Ради Європи.

Президент Всеукраїнського благодійного фонду «Професіонал» (1998—2001), президент фонду військовосл. Донецької області (з 1997).
Член ПРВУ (з 1997), член Політвиконкому ПРВУ (з 03.1999).
Голова Всеукраїнського партії пенсіонерів (10.-11.2000); член президії Партії регіонального відродження «Трудова солідарність України» (з 11.2000); заступник голови Партії регіонів (03.2001-04.2003), голова Київської міської організації (11.2001-06.2005); заступник голови Політвиконкому Партії регіонів України (з 04.2003).
Довірена особа кандидата на пост Президента України Віктора Януковича в ТВО № 216 (2004—2005).
2001—2005 — голова ГО «Антикорупційний форум».
Військове звання — генерал-майор.
Орден «За службу Батьківщині в ЗС СРСР» III ст., 10 медалей. Орден «За заслуги» III (10.2000), II ступенів (08.2011). Заслужений економіст України (07.2004).

## Антиукраїнська діяльність
10 серпня 2012 року у другому читанні проголосував за Закон України «Про засади державної мовної політики», який суперечить Конституції України, не має фінансово-економічного обґрунтування і спрямований на знищення української мови. Закон було прийнято із порушеннями регламенту.